# Joseph d'Hélie de Villarzel
Joseph d'Hélie de Villarzel, dit le « chevalier de Villarzel », né vers 1687 et mort en 1760, est un officier de marine français des XVIIe et XVIIIe siècles. Il effectue dix neuf campagnes en mer et prend part à la guerre de Succession d'Espagne et à la guerre de Succession d'Autriche. Il termine sa carrière avec le grade de chef d'escadre des armées navales (1756).

## Biographie

### Origines et famille
Joseph d'Hélie de Villarzel descend de la famille d'Hélie (parfois orthographié Helye), une lignée de la noblesse languedocienne. Cette famille possède la seigneurie de Villarzel et porte d'azur à trois lamproies d'argent, l'une sur l'autre mouchetées de sable, celle du milieu contre-passante.

### Carrière dans la marine du Roi
Il entre dans la Marine royale et intègre une compagnie de gardes de la Marine en 1706, pendant la guerre de Succession d'Espagne. Il est au siège de Barcelone de 1706. Il combat une frégate anglaise en 1707.
Lieutenant de vaisseau, il est fait chevalier de Saint-Louis en 1738. Il reprend du service pendant la guerre de Succession d'Autriche. Il est au siège de Barcelone en 1740. Le 22 février 1744, il est combat du cap Sicié dans la flotte franco-espagnole commandée par Court de La Bruyère et l'amiral Navarro.
En 1752, une escadre française composée de six vaisseaux, sous les ordres du chevalier de Villarzel, reçoit l'ordre d'aller montrer le pavillon français devant Tunis, et, le 5 août, cette force navale vient mouiller dans les eaux de la Goulette. La mission confiée à Monsieur de Villarzel a alors pour but de renforcer la paix qui avait été rétablie entre la cour de France et la régence de Tunis. Le séjour de cette escadre ne devait être que de deux ou trois jours, mais Ali Pacha désirant profiter de cette circonstance pour persuader à ses sujets que la France envoyait ses forces à son secours afin d'appuyer les mesures de rigueur auxquelles il avait recours pour étouffer entièrement la récente révolte de son fils Younès Ali Pacha, il invite le chevalier de Villarzel à terre et le reçoit en audience solennelle dans son palais du Bardo.
Il reçoit un brevet de maréchal des logis de la compagnie des gardes du pavillon amiral, une commission de capitaine de vaisseau et brevet de commandant de la compagnie des gardes-marine de Toulon le 1er avril 1746.
Au printemps 1756, dans les premiers mois de la guerre de Sept Ans, il participe à la prise de Minorque par la flotte du comte de La Galissonière et les armées du maréchal de Richelieu. Port-Mahon est destiné à être un département maritime. Villarzel en est nommé commandant, Dasque, ordonnateur, et Truguet, capitaine de port. Il reçoit une commission de chef d'escadre le 1er août 1756.

### Sources et bibliographie
- Michel Vergé-Franceschi, Les Officiers généraux de la marine royale (1715-1774) : origines, conditions, services, vol. 3, Librairie de l'Inde, 1990, 3469 p. (ISBN 978-2-905455-04-8), p. 767
- Michel Vergé-Franceschi, La Marine française au XVIIIe siècle : guerres, administration, exploration, Paris, SEDES, coll. « Regards sur l'histoire », 1996, 451 p. (ISBN 2-7181-9503-7)
- Michel Vergé-Franceschi (dir.), Dictionnaire d'histoire maritime, Paris, éditions Robert Laffont, coll. « Bouquins », 2002, 1508 p. (ISBN 2-221-08751-8 et 2-221-09744-0, BNF 38825325)
- Rémi Monaque, Une histoire de la marine de guerre française, Paris, éditions Perrin, 2016, 526 p. (ISBN 978-2-262-03715-4)
- Alexandre Mazas, Histoire de l'ordre royal et militaire de Saint-Louis, depuis son institution en 1693, jusqu'en 1830, Didot, 1861 (lire en ligne), p. 326
- Alphonse Rousseau, Annales tunisiennes : ou, Aperçu historique sur la régence de Tunis, Bastide, 1864 (lire en ligne), p. 155